# Тюмер, Гюнай
Гюнай Тюмер (1938 — 22 августа 1995) — турецкий учёный, религиовед, академик. Второй ученый, получивший докторскую степень в области «Истории религий» в Турции. Основные темы его академических исследований: жизнь и творчество аль-Бируни, Свидетели Иеговы и Мария, религия, история религий, выражение религии, преподавание религий, отношения религия-общество и религия-государство, баланс мира и загробной жизни в религиях, миссионерство и т. д.

## Биография
Родился в Анкаре в 1938 году. Его семья из района Арач (Кастамону). Его отец — Ахмет Джемаль, был судьёй по уголовным делам, а мать — Хикмет Ханым. Он получил начальное и среднее образование в Кастамону. После получения среднего образования в средней школе Абдуррахман-паша, в 1957 году он поступил на богословский факультет университета Анкары. В 1961 году защитил дипломную работу под названием «Природа, характеристики и принципы причин ниспослания коранического откровения» (Kuran-ı Kerim’de Nüzul Sebeplerinin Mahiyet, Hususiyet ve Kaideleri).
Работал учителем и администратором в различных школах. В 1969 году поступил в аспирантуру богословского факультета Анкары в качестве ассистента кафедры истории религий. Он стал учеником Хикмета Танью. В 1974 году получил докторскую степень, защитив диссертацию на тему «Мысли Бируни об исламе и других религиях» (Bîrûnî'nin İslâmiyet ve Diğer Dinler Hakkında Düşünceleri). Его докторская диссертация, которая является первым научным исследованием в области сравнительной истории религий в Турции, была опубликована под названием «Религии согласно Бируни и религия ислама» (Bîrûnî’ye Göre Dinler ve İslâm Dini, Анкара, 1975).
В 1979 году она стала доцентом, защитив диссертацию на тему «Мария в христианской и исламской религиях» (Hıristiyan ve İslâm Dinlerinde Meryem). Он провёл некоторое время в Англии для подготовки этой диссертации. Диссертация была опубликована после её смерти под названием «Дева Мария в христианстве и исламе» (Hıristiyanlıkta ve İslâm’da Hz. Meryem, Анкара, 1996).
В 1985 году он стал профессором, защитив диссертацию о Свидетелях Иеговы. Позднее его диссертация была расширена и опубликована под названием «Свидетели Иеговы в свете новых документов» (Yeni Dokümanlar Işığında Yehova Şahitleri, Анкара, 1987 г.).
В 1986 году он был назначен преподавателем теологического факультета Улудагского университета в звании профессора. Там он возглавлял кафедру истории религий и кафедру философии и религиоведения. Он участвовал в подготовительной работе Türkiye Diyanet Vakfı İslâm Ansiklopedisi.
Погиб в результате дорожно-транспортного происшествия 22 августа 1995 года. Похоронен на кладбище Эмирсултан в Бурсе.